# 北山站 (吉林省)
北山站，位于中國吉林省吉林市船营区德胜路。该站于1929年建成启用，原名黑牛圈站，1935年更名北山站。该站曾为沈阳铁路局管辖的四等站，现已停止使用。

## 历史沿革
1927年6月25日，吉海铁路正式开工，吉海铁路工程局在今北山站附近举行了开工仪式。1929年7月，吉海铁路延长线开工，黑牛圈站正式启用。1931年，日本占领中国东北后，满铁建设了连接黄旗屯站至吉林站的新联络线，黑牛圈站经整修后再次启用。1935年，车站更名为北山站。
20世纪90年代，北山站停办客运业务。2024年，吉林枢纽西环线铁路启用，沈吉铁路吉林西站至吉林站区间废弃停用，北山站停止使用。

## 使用情况
北山站是沈吉铁路的四等站，现不办理旅客和货物发送、到达业务。